# Omentopexie
 (avril 2023).
L'omentopexie est une intervention chirurgicale par laquelle le grand omentum est suturé à un organe voisin. La suture à la paroi abdominale est utilisée pour induire la circulation loin de la circulation porte dans la circulation cave. Il peut également être suturé à un autre organe pour augmenter la circulation artérielle.

## Sources et références
- Les Annales de Chirurgie Thoracique
- Le Journal de chirurgie thoracique et cardiovasculaire
- Le Journal de chirurgie thoracique et cardiovasculaire
- Les Annales de Chirurgie Thoracique
- Le Journal de chirurgie thoracique et cardiovasculaire
- Chirurgie des animaux de ferme